# Amy Dickson
Amy Dickson (Sydney, 1982) is een Australische klassieke saxofonist.

## Leven
Dickson begon met piano spelen op 2-jarige leeftijd, en speelt saxofoon sinds haar 6e. Ze speelde aanvankelijk 'enige jazz' in haar jeugd, maar uiteindelijk richtte haar saxofoontraining zich geheel op het klassieke repertoire. Ze maakte haar debuut op 16-jarige leeftijd, met Concerto pour Saxophone Alto door Pierre-Max Dubois, met Henryk Pisarek en de Ku-ring-gai Philharmonic Orchestra. Dickson ontving de James Fairfax Australian Young Artist of the Year.
Ze verhuisde daarna naar Londen, waar ze met de Jane Melber Beurs studeerde aan het Royal College of Music met Kyle Horch. Ze heeft ook gestudeerd aan het Conservatorium van Amsterdam bij Arno Bornkamp. Gedurende deze periode werd ze de eerste saxofoniste die de Gouden Medaille won bij de Royal Overseas League Competition, de ABC Symphony Australia Young Performers Awards, en de Prince's Prize.
In 2005 en 2011 trad Dickson op voor de Commonwealth Heads of Government Meetings in het Teatru Manoel in Valletta (Malta) en de Perth Concert Hall (Australië). Ze heeft ook opgetreden voor het Schotse Parlement in Edinburgh, in het St James' Palace in Londen en voor de voormalige Australische premier John Howard in Parliament House in Canberra. In oktober 2013 werd Dickson Breakthrough Artist of the Year bij de Classic Brits awards, waarmee ze de eerste saxofonist werd die op die manier werd vereerd.
Nieuw werk werd voor Dickson geschreven door componisten als Brett Dean, Ross Edwards, Peter Sculthorpe, Graham Fitkin, Steve Martland en Huw Watkins. Ze heeft ook concertante werken van Philip Glass en John Tavener voor saxofoon gearrangeerd, oorspronkelijk gecomponeerd voor andere solo-instrumenten.
In januari 2017 bracht Dickson haar album Glass uit met opnames van muziek van Philip Glass, door Dickson gearrangeerd voor saxofoon, ter gelegenheid van de viering van de 80e verjaardag van Philip Glass.

## Albums
- Smile  (2008)
- Glass, Tavener, Nyman (2009)
- Dusk & Dawn (2013)[5]
- Catch Me If You Can (2014)
- A Summer Place (2014)
- Island Songs (2015)[6]